# Smurfhits 7
Smurfhits 7 är det sjunde albumet i Smurfarnas skivserie Smurfhits, utgivet den 2 december 1999 på skivbolaget Arcade.

## Låtlista
1. "Mambo för en smurf" ("Mambo No. 5 (A Little Bit of...)" av Lou Bega) – 3:37
2. "Matsmurfen" ("Ma Baker" av Boney M.) – 4:33
3. "Vi smurfar på semester" ("We're Going to Ibiza" av Vengaboys) – 3:37
4. "Smurfen i himmelen" ("Stjärna på himmelen" av Drömhus) – 2:49
5. "Smurfa loss" ("Bailamos" av Enrique Iglesias) – 3:55
6. "Smurfar som smurfar" ("Fiskar som viskar" av Martin Svensson) – 3:08
7. "Trädgårdssmurf" ("Sola och bada i Piña Colada" av Markoolio) – 3:54
8. "Smurfen vår" ("Om du var min" av Caramell) – 3:29
9. "Nu ska vi smurfa (We're Going Smurfing)" – 3:10
10. "Ett smurfigt trolleri" ("Free" av La Cream) – 3:09
11. "Smurfbussen (The Smurflandbus)" –  3:02
12. "Fixarsmurf" ("Boys" av Smile.dk) – 3:08
13. "Smurfan - vår älskling (Smurfette We Love You)" –  3:27
14. "Smurfballongen (Our Lovely Smurfballoon)" – 2:40

## Listplaceringar
| Lista (1999–2000) | Topplacering |
| ----------------- | ------------ |
| Sverige           | 14           |